# Neopucroliella bruchi
Neopucroliella bruchi is een hooiwagen uit de familie Gonyleptidae.